# Salvatore Niffoi

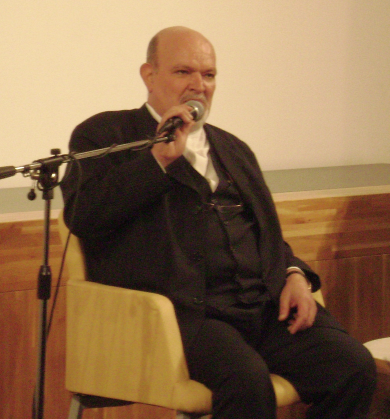
Salvatore Niffoi (2008)

Salvatore Niffoi (* 1950 in Orani) ist ein aus Sardinien gebürtiger italienischer Schriftsteller.

## Leben
Über Niffois Leben ist wenig bekannt. Er lebt bis heute (2011) in seinem Geburtsort Orani auf Sardinien, wo er bis 2006 an einer Mittelschule unterrichtete. Er ist ein Vertreter der sardischen literarischen nouvelle vague, auch bekannt als Neue sardische Literatur.

## Werk
Nach einem ersten, 1997 in einem kleinen sardischen Verlag erschienenen Roman wurde Niffoi 2005 mit seinem Roman La leggenda di Redenta Tiria (dt. Die Legende von Redenta Tiria) bekannt. Ein Jahr später erschien sein Roman La vedova scalza (dt. Die barfüßige Witwe), für den er 2006 den Premio Campiello erhielt. Beide Romane spielen in einem archaischen ländlichen Sardinien, in dem Blutrache, Gewalt, Magie und „vorzivilisatorische“ Verhältnisse herrschen. Literarische Vorbilder lassen sich bei Carlo Levi (Cristo si è fermato a Eboli, dt. Christus kam nur bis Eboli, 1945), Parallelen in der zeitgenössischen italienischen Literatur bei der ebenfalls aus Sardinien gebürtigen Autorin Michela Murgia (Accabadora, ital. 2009, dt. 2010) finden. Charakteristisch für Niffois Stil ist ein einfaches Erzählen, das gelegentlich mit Rückblenden arbeitet und – vor allem in La vedova scalza – immer wieder Einsprengsel aus der sardischen Sprache aufnimmt.

## Werke (Auswahl)
- Il lago dei sogni. Adelphi, Mailand 2011, ISBN 978-88-459-2555-9.
- La leggenda di Redenta Tiria. 2005.
  - Deutsch: Die Legende von Redenta Tiria. Verlag Paul Zsolnay, Wien 2007, ISBN 978-3-552-05417-2 (übersetzt von Sigrid Vagt)
  - Deutsch: Redenta Tiria. Eine sardische Legende (= Wagenbachs Taschenbuch; 735). Wagenbach, Berlin 2015, ISBN 978-3-8031-2735-8 (übersetzt von Sigrid Vagt)
- Pantumas. Feltrinelli, Mailand 2012, ISBN 978-88-07-01901-2.
- Rittorna a baraule. Adelphi. Mailand 2007, ISBN 978-88-459-2141-4.
- Il venditore di metafore. Giunti, Florenz 2017, ISBN 978-88-09-84917-4.
- La vendove scalza. 2006.
  - Deutsch: Die barfüßige Witwe. Verlag Paul Zsolnay, Wien 2011, ISBN 978-3-552-05532-2 (übersetzt von Andreas Löhrer)